# Fridrich Bruk
Fridrich Bruk (Charkov, 18 september 1937) is een van oorsprong Oekraïense componist die zich al langere tijd in Finland heeft gevestigd.
Bruk kreeg de muziek van jongs af aan mee: zijn moeder was de pianiste Ada Bragilevski (1916-1943).
Bruk bracht zijn jeugd door in Charkov, maar moest het al snel zonder zijn moeder doen (zij overleed in 1943) en werd opgevoed door zijn oma. In 1956 studeerde hij af aan de muziekopleiding van het conservatorium in Charkov en zette zijn studie voort aan het Conservatorium van Sint-Petersburg. In 1961 studeerde hij aldaar af, nadat hij een opleiding had gehad van Boris Arapov. Na zijn afstuderen ging Bruk op werkproject naar Karelië, alwaar hij tot 1964 in Petroskoi verbleef. Na dat project keerde hij terug naar Sint-Petersburg en begon muziek te componeren voor theater en film; hij was immers hoofd muziek van de Lennauch studio.
Hij was van 1961-1973 en van 1989-1991 lid van de Componistenvereniging van de Sovjet-Unie (in de periode daartussen, zijnde 1974 tot 1989, was hij uitgesloten). Sinds 1992 is hij weer lid van de Russische componistenvereniging.
In 1973 emigreerde hij in de Verenigde Staten, maar vertrok in 1974 naar Finland, alwaar hij zijn carrière als componist voortzette en daarvoor diverse toelagen en prijzen kreeg. Vanaf 1983 was hij lid van de Finse componistenvereniging.
In 1979 werd Bruk in Finland genaturaliseerd. Tijdens deze emigratie bleven partituren achter in Rusland, en die worden inmiddels als verloren beschouwd. Hij leeft in de omgeving van Tampere en kreeg in 2007 een onderscheiding van die stad nadat hij in 1988 al onderscheiden was met de Suomen Leijonan ansioristi (= het Kruis van verdienste van de Orde van de Finse Leeuw). Zijn verbinding met Karelië en derhalve de Kalevala bleef; zijn vierde en zevende symfonie zijn respectievelijk gewijd aan Carelia en de Kalevala. In 2006 verschenen zijn memoires als Sata ystävää (= "zo’n honderd vrienden"). In 2009 verscheen zijn tiende symfonie.
De componist schreef zelf over zijn componeerstijl dat die in het verlengde ligt van Gustav Mahler en Alban Berg.

## Oeuvre

### Werken voor orkest

#### Symfonieën
- 1998 Symfonie nr. 1, voor trombone (solo) en orkest
- 1999 Symfonie nr. 2, voor piano (solo) en groot orkest
- 2000 Symfonie nr. 3 "Taiteilija Chagall", voor tenor, celesta en groot orkest - tekst: van de componist (Jiddish)
- 1961-2001 Symfonie nr. 4 "Carelia";
- 2002 Symfonie nr. 5 "...mit a jiddische nign; In joodse stemming", voor orkest
- 2001-2006 Symfonie nr. 6 "Muuttolinnut (Vogeltrek)", symfonie op basis van gedichten van Viljo Kajava voor hoorn, tuba en orkest
- 2006 Symfonie nr. 7 "Kalevala van Axel Gallen-Kallela", voor orkest
- 2008 Symfonie nr. 8 "Tampere", voor orkest
- 2009 Symfonie nr. 9 "In de Finse stemming", voor orkest
- 2010 Symfonie nr. 10 "Klezmorim II"
- 2010 Symfonie nr. 11 "Maailmankaikkeus"
- 2011 Symfonie nr. 12 "Turtoal tähti"
- 2014 Symfonie nr. 13 "Taikilija Malevits"
- 2015 Symfonie nr. 14 "Huuto""
- 2015 Symfonie nr. 15 "Reflections"
- 2016 Symfonie nr. 16 "Dnjepr"
- 2016 Symfonie nr. 17 "Joy of life" (piano en orkest)
- 2017 Symfonie nr. 18 "Daugavpils"
- 2018 Symfonie nr. 19 "Tunes from ghettos"
- 2018 Symfonie nr. 20
- 2018 Symfonie nr. 21 ter nagedachtenis aan Anne Frank

#### Concerten voor instrumenten en orkest
- 1987 Concertino, voor twee violen en strijkorkest

#### Andere werken voor orkest
- 1961 Een gedicht, voor bariton en orkest - tekst: Marat Tarasov
- 1962 I Am A Green Birch Tree, voor sopraan en orkest - tekst: uit de Kalevala; Russische vertaling: Marat Tarasov
- 1966 To the Eternity, symfonisch gedicht voor orkest
- 1987 Auringonläikkiä Zonnevlekken, orkestsuite voor kinderen
- 1999 Kynttilävalssi, kaarsenwals voor orkest

### Oratoria
- 1999-2000 Vaeltava laulaja (Wandelende minstreel), oratorium voor sopraan, bariton, gemengd koor en orkest - tekst: Oiva Paloheimo

### Muziektheater

#### Opera's
| Voltooid in | titel                        | aktes       | première                                                  | libretto                                                                     |
| ----------- | ---------------------------- | ----------- | --------------------------------------------------------- | ---------------------------------------------------------------------------- |
| 1961        | The Fortyfirst               | 3 bedrijven | 1961, Sint Petersburg, Conservatorium van Sint-Petersburg | Vladimir Khvoshsjevsky                                                       |
| 2003-2004   | Kissan talo (Het kattenhuis) | 2 aktes     |                                                           | Samuil Marshak (Finse tekst door: Pia Perkiö. Vertaald door: Alexander Bruk) |

#### Musical
| Voltooid in | Titel                                                             | Uitvoeringen | Première                                      | Libretto       | Verdere liedteksten | Choreografie |
| ----------- | ----------------------------------------------------------------- | ------------ | --------------------------------------------- | -------------- | ------------------- | ------------ |
| 1984        | Kiiltävä kirjanmerkki (A Glittering Book Mark) (sprookjesmusical) |              | 27 oktober 1984, Riihimäki, Stedelijk theater | Sointu Angervo |                     |              |

### Vocale muziek

#### Wisselende bezetting
- 1984 Voitko kuulla äänen sen

#### Werken voor koor
- 1986 Als kant tegen het licht, zeven liederen voor driestemmig kinder- of vrouwenkoor a capella
- 1993 Kotiseudulle, sarja sekakuorolle

### Kamermuziek
- 1958 Strijkkwartet
- 1980 Variaties op een Kareliaanse liedje Aardbei
- 1983 Strijkkwartet nr. 1
- 1985 Concertvariaties over een oude Kalevala melodie, voor cello en piano
- 1987 Strijkkwartet nr. 2
- 1989 Blaaskwintet
- 2001 Muziek voor een kwartet: altviool, klarinet (B), cello, contrabas"
- 2008 Gedichten voor 10 solisten, voor dwarsfluit, hobo, klarinet, fagot, hoorn, piano, 2 violen, altviool en cello

### Diversen
- 1986 Variaties op een Karelisch volksliedje voor kantele

### Beschreven werken
Beschreven werken vindt u hier.